# Puente Mayorga
Puente Mayorga är en ort i Spanien.   Den ligger i provinsen Provincia de Cádiz och regionen Andalusien, i den södra delen av landet, 500 km söder om huvudstaden Madrid. Puente Mayorga ligger 4 meter över havet och antalet invånare är 2 245.
Terrängen runt Puente Mayorga är platt västerut, men österut är den kuperad. Havet är nära Puente Mayorga åt sydost.  Närmaste större samhälle är Algeciras, 8,1 km sydväst om Puente Mayorga. 